# Choroba Charcota-Mariego-Tootha

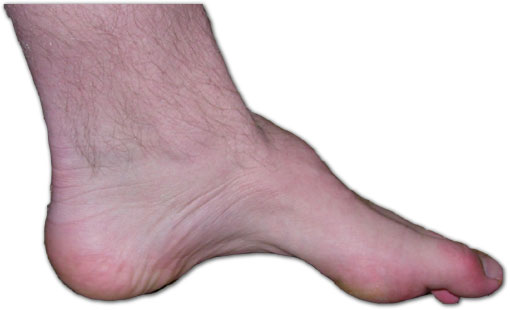
Stopa pacjenta z chorobą Charcota, Mariego i Tootha (typ CMT1A). Widoczne są zaniki mięśni i charakterystyczne wygięcie sklepienia stopy

Choroba Charcota-Mariego-Tootha (dziedziczne neuropatie ruchowo-czuciowe, ang. hereditary motor and sensory neuropathy, HMSN, Charcot-Marie-Tooth disease, CMT) – grupa chorób o charakterze dziedzicznych neuropatii. Eponim upamiętnia neurologów, którzy przedstawili pierwsze opisy tej choroby: Jeana-Martina Charcota (1825-1893), Pierre’a Mariego (1853-1940) i Howarda Tootha (1856-1926).

## Etiologia
Wyróżnia się szereg typów choroby, zbliżonych obrazem klinicznym, ale spowodowanych mutacjami w różnych genach.
| Typ    | OMIM        | Gen                 | Locus           | Opis |
| ------ | ----------- | ------------------- | --------------- | --- |
| CMT1A  | OMIM 118220 | PMP22               | 17p11.2         | Najczęstsza postać choroby, stanowi 70–80% przypadków CMT typu 1. Częstość występowania: 10,5/100.000. Średnia wartość przewodzenia w nerwach wynosi 15–20 m/s.                                                                     |
| CMT1B  | OMIM 118200 | MPZ                 | 1q22            | Stanowi 5–10% przypadków CMT typu 1. Średnia wartość przewodzenia w nerwach wynosi <20 m/s. |
| CMT1C  | OMIM 603795 | LITAF/SIMPLE        | 16p13.1-p12.3   | Powoduje ciężką demielinizację. Dziedziczenie jest autosomalne dominujące, zwykle ujawnia się w dzieciństwie. Średnia wartość przewodzenia w nerwach wynosi 26–42 m/s; klinicznie postać CMT1J jest bardzo zbliżona do CMT1A.       |
| CMD1D  |             | EGR2                | 10q21.1-q22.1   | Średnia wartość przewodzenia w nerwach wynosi 15–20 m/s. |
| CMT2A  | OMIM 118210 | MFN2 albo KIF1B     | 1p36            | Szybkość przewodzenia w nerwach jest prawidłowa; charakterystyczne jest zwyrodnienie i utrata aksonów włókien mielinowych. |
| CMT2B  | OMIM 600882 | RAB7 (RAB7A, RAB7B) | 3q21.           | |
| CMT2B1 |             | LMNA                | 1q22            | Postać dziedziczona w sposób autosomalny recesywny. |
| CMT2C  | OMIM 606071 |                     | 12q23-q24       | |
| CMT2D  | OMIM 601472 | GARS                | 7p15            | Często ciężkie objawy neurologiczne dotyczące kończyn górnych, co nie jest charakterystyczne dla pozostałych typów CMT. |
| CMT2E  |             | NEFL                | 8p21            | |
| CMT2F  | OMIM 606595 | HSPB1               | 7q11-q21        | |
| CMT2G  | OMIM 608591 |                     | 12q12-13        | |
| CMT2H  | OMIM 607731 | GDAP1               | 8q13-q21.1      | |
| CMT2J  | OMIM 607736 |                     | 1q22            | |
| CMT2K  | OMIM 607831 |                     | 8q13-q21.1      | |
| CMT2L  | OMIM 608673 |                     | 12q24           | |
| CMT3   | OMIM 145900 |                     |                 | Niekiedy nazywany chorobą Dejerine’a-Sottasa. Dziedziczy się w sposób autosomalny recesywny, pierwsze objawy manifestują się w niemowlęctwie albo wczesnym dzieciństwie. Prędkość przewodzenia w nerwach jest normalna (50–60 m/s). |
| CMT4A  | OMIM 214400 | GDAP1               | 8q13-q21.1      | Dziedziczenie autosomalne recesywne. |
| CMT4B1 | OMIM 601382 | MTMR2               | 11q22           | Dziedziczenie autosomalne recesywne. |
| CMT4B2 |             | CMT4B2 (SBF2)       | 11p15           | Dziedziczenie autosomalne recesywne. |
| CMT4C  |             | KIAA1985 (SH3TC2)   | 5q32            | |
| CMT4D  | OMIM 601455 | NDRG1               | 8q24.3          | Dziedziczenie autosomalne recesywne. |
| CMT1E  | OMIM 118300 | PMP22               | 17p11.2         | Dziedziczenie autosomalne dominujące. |
| CMT4E  |             | EGR2                | 10q21.1-10q22.1 | CMT4E jest nazwą tymczasową. |
| CMT4F  |             | PRX                 | 19q13.1-19q13.2 | CMT4F jest nazwą tymczasową. |
| CMTX1  | OMIM 302800 | GJB1                | Xq13.1          | Średnia wartość przewodzenia w nerwach wynosi 25–40 m/s |
| CMTX2  | OMIM 302801 |                     | Xq22.2          | |
| CMTX3  | OMIM 302802 |                     | Xq26            | |
| CMT    | OMIM 118301 |                     |                 | CMT z ptozą i parkinsonizmem |
| CMT    | OMIM 302803 |                     |                 | CMT z wrodzoną aplazją skóry |

## Objawy i przebieg
Choroba objawia się w dzieciństwie albo wczesnej młodości i charakteryzuje się powolnym, postępującym przebiegiem. Charakterystyczne są:
- deformacje stóp – tak zwana stopa wydrążona (pes excavatum)
- zanik mięśni strzałkowych
- opadanie stopy przy chodzeniu – chód brodzący
- osłabienie odruchów skokowych.

Chorzy zwykle zachowują zdolność chodzenia, ale poszczególne postaci mogą mieć cięższy przebieg i powodować poważne ograniczenie sprawności ruchowej.